# Dele Adeleye
Ayodele «Dele» Adeleye (Lagos, Nigeria, 25 de diciembre de 1988) es un exfutbolista nigeriano que jugaba como defensa.

## Selección nacional
Entre 2005 y 2008, Ayodele Adeleye jugó para los equipos nacionales de fútbol sub-20 y sub-23 de Nigeria. Hizo su debut con la selección absoluta el 29 de mayo de 2009, en un amistoso ante Irlanda. 

### Participación en Copas del Mundo
| Mundial                               | Sede         | Resultado      | Partidos | Goles |
| ------------------------------------- | ------------ | -------------- | -------- | ----- |
| Copa Mundial de Fútbol Sub-20 de 2005 | Países Bajos | Subcampeón     | 3        | 0     |
| Copa Mundial de Fútbol de 2010        | Sudáfrica    | Fase de grupos | 0        | 0     |

### Participaciones en Juegos Olímpicos
| Olimpiada                      | Sede  | Resultado  | Partidos | Goles |
| ------------------------------ | ----- | ---------- | -------- | ----- |
| Juegos Olímpicos de Pekín 2008 | China | Subcampeón | 6        | 0     |

## Clubes
| Club                  | País         | Año       |
| --------------------- | ------------ | --------- |
| Shooting Stars        | Nigeria      | 2005-2006 |
| Sparta Rotterdam      | Países Bajos | 2007-2010 |
| Metalurg Donetsk      | Ucrania      | 2010-2011 |
| SC Tavriya Simferopol | Ucrania      | 2011-2013 |
| FC Kubán Krasnodar    | Rusia        | 2013      |
| FC Anzhí Majachkalá   | Rusia        | 2013-2014 |
| Ergotelis F.C.        | Grecia       | 2014      |
| OFI Creta             | Grecia       | 2014-2015 |
| FC Aktobe             | Kazajistán   | 2015      |
| FC SKA-Jabarovsk      | Rusia        | 2018      |